# Emma Richards
Emma Charlotte Richards MBE (* 1975) ist eine britische Weltumseglerin, die in den Jahren 2002–2003 als erste Britin und jüngste Person, die das Rennen Around Alone absolvierte, eine Einhand-Regatta um die Welt die mit Zwischenstopps gesegelt wird. Das 29.000 Meilen lange Rennen wird in drei Klassen IMOCA Open 60, IMOCA Open 50 und IMOCA Open 40 gesegelt. Emma Richards nahm mit der Yacht Pindar, einem IMOCA Open 60 teil und erreichte den vierten Platz mit 33 Punkten in 131 Tagen.

## Leben
Schon in jungen Jahren verbrachte Richards viel Zeit mit dem Segeln und begann in der Bootsklasse Optimist. Mit 11 Jahren nahm sie an Jollen-Weltmeisterschaften teil. Nach der Schule ging sie an die Universität Glasgow, wo sie weiterhin Mitglied des schottischen nationalen Olympia-Trainingskaders war, dem sie im Alter von 16 Jahren beigetreten war.
Sie machte einen Abschluss in Sportmedizin an der University of Glasgow. Monate nach ihrem Abschluss in Sportmedizin stieg sie in den Hochseerennsport ein, als sie 1998 als Mitglied von Tracy Edwards' reiner Frauencrew für die Jules Verne Trophy ausgewählt wurde (ein Preis, der für die schnellste Weltumrundung per Segelboot vergeben wird). Mit gerade einmal 23 Jahren war sie das jüngste Crewmitglied an Bord von Tracy's Maxi-Katamaran Royal Sun Alliance. Sie waren auf Rekordkurs, als mitten im Südpolarmeer der Mast brach. Glücklicherweise wurde niemand von der Crew verletzt und sie konnten sich in Sicherheit bringen.
Richards startete ihre professionelle Segelkarriere als Skipperin im Jahr 1999, als sie sich ein Sponsoring von Pindar sicherte, einem in Großbritannien ansässigen Print- und elektronischen Medienunternehmen. Seitdem hat sie ihre Klasse bei drei der prestigeträchtigsten Hochseeregatten gewonnen. Gemeinsam mit ihrer britischen Landsfrau Miranda Merron gewann sie im Jahr 1999 die Open 50-Klasse des Transatlantikrennens Transat Jacques Vabre. Das Jahr 2000 war noch besser, denn sie gewannen das RORC „Round Britain and Ireland Race“ und brachen dabei den reinen Frauen-Geschwindigkeitsrekord. Und bei ihrer ersten Teilnahme an einer Einhand-Regatta sicherte sich Richards den Sieg in der Open 50-Klasse des „Europe 1 New Man Star“ (Plymouth nach Rhode Island, USA).
Immer noch in Pindars Farben wagte Emma Richards im Jahr 2001 den Schritt zum Mehrrumpfsegeln, als sie sich mit Miki Von Koskull zusammentat, um als Co-Skipperin eines 60-Fuß-Trimarans an der Zweihand-Transat Jacques Vabre von Le Havre nach Brasilien teilzunehmen. Obwohl Richards in einem etwas älteren Boot als ihre Rivalinnen antrat, schlug sie sich sehr gut und erreichte den neunten Platz.
Anfang 2002 wurde Richards zur rein weiblichen Crew auf der US-amerikanischen Yacht Amer Sports Too mit der Skipperin Lisa McDonald, berufen, die an der vierten und fünften Etappe des Volvo Ocean Race 2001–2002 (heute: The Ocean Race) teilnahm, das von Neuseeland über den Südpolarmeer nach Brasilien bzw. von Rio de Janeiro nach Miami, USA führte.
Zwölf Monate später im Jahr 2003 kehrte sie in den letzten Phasen von Around Alone in dieselben Gewässer zurück. Der einzige Unterschied war, dass sie sich diesmal dem Südpolarmeer allein stellen musste. Obwohl Emma die Einsamkeit des Alleinsegelns verabscheute, meisterte nach 131 Tagen auf See die größte Herausforderung ihres Lebens und erreichte den vierten Platz. Nach ihrem Erfolg bei Around Alone kaufte ihr langjähriger Sponsor Pindar die achtzehn Monate alte Open 60 von Owen Clark, damit sie weiter an einer Reihe hochkarätiger Rennen teilnehmen kann.
Im November 2003 kehrte Richards wieder aufs Wasser zurück, um am prestigeträchtigen Transat Jacques Vabre Rennen teilzunehmen, das von Le Havre (Frankreich) nach Salvador (Brasilien) führte. Dafür tat sie sich mit einem der weltbesten Segler, Mike Sanderson, zusammen. Es wurde allgemein angenommen, dass ihre Erfahrung in Kombination mit seinem Fokus auf die Gesamtleistung des Bootes ein beeindruckendes Team auf dem Wasser ergeben würde, und es war keine wirkliche Überraschung, als sie als Erste die Startlinie überquerten. Leider verhinderte ein schwerer Elektronikdefekt und ein kritisches Leck von drei Tonnen Wasser im Rumpf des Bootes einen Erfolg und sie mussten aufgeben.

## Persönliches Leben
Im Jahr 2006 heiratete Emma Richards den neuseeländischen Weltumsegler und Segelmacher Mike Sanderson in Cowes auf der Isle of Wight in England.

## Ehrungen
- 2004 Order of the British Empire